# Mihai Cioc
Mihai Cioc (ur. 14 czerwca 1961 w Turnu Măgurele) – były rumuński judoka, uczestnik Igrzysk Olimpijskich w Moskwie i Los Angeles.

## Igrzyska Olimpijskie
Na Igrzyskach w Moskwie Cioc przegrał w swojej pierwszej walce z reprezentantem gospodarzy i został sklasyfikowany na 10 miejscu.
Na Igrzyskach w Los Angeles wygrał z Finem Juhą Salonenem, później przegrał z Muhammadem Alim Raszwanem z Egiptu. Później wygrał z Tunezyjczykiem Bechirem Kiiarim i reprezentantem Chin Xu Guoqingiem i został sklasyfikowany na 3 miejscu. Startował w Pucharze Świata w 1992 roku.